# Быков, Анатолий Владимирович
Анатолий Владимирович Быкóв (1892—1943) — советский актëр театра и кино.

## Биография
Родился в 1898 году в Москве в семье священника.

### Образование
Окончил физико-математический факультет Московского университета. Параллельно ходил на курсы живописи.

### Театральная деятельность
В 1917-1919 годах совместно со своей супругой Анастасией Левшиной открыл «Театр импровизации "Семперантэ».
Работал художественным руководителем, режиссёром, актёром и художником в этом театре в 1917-1938 годах. 
В 1927 году снялся в главной роли в фильме «Дон Диего и Пелагея», а в 1937 году исполнил роль капитана Смолетта в фильме «Остров Сокровищ». 
26 августа 1938 года был арестован по делу в антисоветской агитации, клевете о положении в СССР. В следующем году был освобождён. 
После закрытия театра "Семперантэ" работал сначала в Московском театре эстрады и миниатюр, а потом в театре Комедии.
Во время войны был артистом фронтовой бригады. 
Умер в 1943 году.

### Личная жизнь
Был женат на актрисе Анастасии Левшиной (1884—1953).

## Фильмография
- 1925 — Жена предверкома — Быков, председатель ЧК
- 1926 — Не всë коту масленица — Яша, конокрад
- 1927 — Дон Диего и Пелагея — начальник станции Дон Диего (Яков Иванович Головач), главная роль
- 1937 — Остров Сокровищ — Капитан Смолетт